# Roland Mattsson
Roland Nils Gunnar Mattsson, född 27 april 1926 i Linköping, död 31 mars 2009 i Sollentuna, var en svensk handbollsspelare (målvakt) och handbollsledare. Som spelare blev Mattson världsmästare två gånger, 1954 och 1958, samt svensk mästare två gånger som spelare och fem gånger som tränare. Från 1967 till 1974 var han förbundskapten för Sveriges herrlandslag.

## Handbollskarriär
Mattson började sin bana inom handbollen som målvakt i IFK Östersund, samtidigt som han utövade bland annat alpin utförsåkning, backhoppning och simning. År 1947 flyttade han till Stockholm och SoIK Hellas och säsongen 1950/51 gjorde han sin första landskamp. Det blev totalt 45 stycken i karriären, och Mattson tillhörde landslagets tongivande spelare. 
År 1953 värvades Mattson till Örebro SK där han blev kvar till 1959, då han återvände till Hellas. Mattson avslutade sin aktiva karriär 1961 som spelande tränare. Därefter ägnade han sin tid åt ledarrollen. Som tränare var han verksam till 1982. Mattson var förbundskapten för Sveriges herrlandslag 1967–1974, men även tränare i backhoppning inför vinter-OS 1968. Från 1962 till 1991 var Roland Mattson lärare vid Gymnastik- och idrottshögskolan (GIH).

## Meriter
- Två VM-guld med Sveriges landslag, 1954 och 1958
- Två SM-guld med Örebro SK, 1956 och 1957
- Fem SM-guld med SoIK Hellas som tränare (1969, 1970, 1971, 1972 och 1977)